# Hemicloea crocotila
Hemicloea crocotila är en spindelart som beskrevs av Simon 1908. Hemicloea crocotila ingår i släktet Hemicloea och familjen plattbuksspindlar.
Artens utbredningsområde är Western Australia. Inga underarter finns listade i Catalogue of Life.